# Морозов, Илья Дмитриевич
Илья Дмитриевич Морозов (род. 20 января 1999, Новосибирск) — российский хоккеист, защитник.

## Биография
Начал заниматься хоккеем в пять лет в спортшколе «Вымпел», тренер Юрий Барлов. Занимался с детьми на два-три года старше. В 2010 году перешёл в спортшколу «Сибири». Играл за команду 1998 года рождения, через год стал капитаном. В сезоне 2016/17 играл в команде МХЛ «Сибирские снайперы». 13 ноября 2017 года дебютировал в КХЛ в гостевом матче против «Нефтехимика» (1:4). До конца регулярного чемпионата сыграл ещё 24 матча, в январе 2018 был признан КХЛ лучшим новичком недели.
Бронзовый призёр молодёжного чемпионата мира 2019 года.
31 июля 2025 года «Сибирь» сообщила о расторжении контракта с Морозовым.